# Gonatopus clavipes
Gonatopus clavipes är en stekelart som först beskrevs av Carl Peter Thunberg 1827.  Gonatopus clavipes ingår i släktet Gonatopus, och familjen stritsäcksteklar. Arten är reproducerande i Sverige.